# 에게 항공
에게 항공(그리스어: Αεροπορία Αιγαίου, 영어: Aegean Airlines)은 그리스 아테네에 기반을 두고 있는 항공사이다. 아테네와 테살로니키에서 다른 그리스의 주요 도시와 유럽의 주요 도시를 연결하는 항편을 운항하고 있다. 허브 공항은 아테네 국제공항으로 항공사 동맹체인 스타얼라이언스의 회원사이기도 하다.

## 역사
1987년에게 에이비에이션으로 설립해 1999년에 현재의 사명으로 변경했다. 2004년 6월 기준으로 그리스 국내선 13개 노선과 국제선 8개 노선에 취항하고 있다. 2009년 5월 항공 동맹 스타얼라이언스의 가입이 승인되면서 2010년 6월 30일 정식으로 가입했다. 2010년 2월 올림픽 항공과 합병에 합의하고 새로운 회사명은 올림픽 항공으로 변경될 예정이였다. 하지만 2011년 1월 26일 유럽 위원회가 합병을 인정하지 않는 것으로 결정했다. 2013년 10월에 유럽 위원회가 재승인되어 향후 올림픽 에어와 합병될 예정이다.2013년 10월 9일에 유럽 위원회의 승인을 받았으며,  두 항공사는 별도의 브랜드로 계속 운영되고 있다.

## 운항 노선
- 2012년 8월 기준으로 에게 항공은 다음과 같은 노선을 운항하고 있다.

### 코드쉐어 협정
- 에게 항공은 다음과 같은 항공사와 코드쉐어 협정을 체결하고 있다.[4]

| - LOT 폴란드 항공 (스타얼라이언스) - S7 항공 (원월드) - TAP 포르투갈 (스타얼라이언스) - TAROM (스카이팀) - 걸프 에어 - 루프트한자 (스타얼라이언스) - 불가리아 항공 - 브뤼셀 항공 (스타얼라이언스) - 스위스 국제항공 (스타얼라이언스) - 스칸디나비아 항공 (스카이팀) | - 싱가포르 항공 (스타얼라이언스) - 에어 세르비아 - 에어 발틱 - 에어 캐나다 (스타얼라이언스) - 에티오피아 항공 (스타얼라이언스) - 에티하드 항공 - 올림픽 에어 - 이집트 항공 (스타얼라이언스) - 터키항공 (스타얼라이언스) |  |

## 보유 기종

### 현재 보유 중인 기종
- 2020년 5월 기준으로 에게 항공은 다음과 같은 기종을 보유하고 있으며 평균 기령은 3.7년이다.[6][7][8]